# Нормативізм
Нормативі́зм — це один із напрямків науки XX століття, що виник на основі методології, розробленої юрпозитивізмом та розглядає право виключно як об'єктивну логічну форму, абстраговану від соціального, психологічного, історичного походження у «чистому вигляді»
Головний теоретик теорії нормативізму-австрійський правознавець Ганс Кельзен.

## Основні ідеї теорії
Нормативна теорія права має своїми витоками юридичний позитивізм. ЇЇ родоначальник-австрійський юрист Ганс Кельзен. Виклад суті нормативізму міститься в його праці «Чиста теорія права».
Нормативісти стверджують, що уявлення про право має характер доктрини, що забезпечує обґрунтування ознак та особливостей права .Завдання юридичної науки- дослідження права, що пов'язано з виокремленням його ідеологічного значення.
Під «чистою теорією» розуміють доктрину, з якої видалені всі елементи, ворожі юридичній науці. Юридична наука займається не соціальними передумовами, а специфічним юридичним (нормативним) змістом права.
Чисте вчення про право, за думкою Кельзена, є теорія позитивного права .Воно є чистим тому, що займається одним тільки правом, його юридичним (нормативним) змістом і «очищає право від всього, що не є правом у точному значенні».
Предмет вивчення теорії права-норми законодавства та правопорядок. Мета теорії-забезпечити правознавця розумінням рис та ознак, притаманних нормативізму.
Кельзен поділяє науки на дві групи, що містять в собі дві сфери теоретичних знань-науки про суще та науки про належне. До першої групи, де постулатом виступає принцип об'єктивної причинності, належать природничі науки (історія, соціологія і т.д). До другої групи належать етика та юриспруденція. Кельзенівська норма-це чиста і порожня форма належного, здатна надавати імперативно-наказного статусу і характеру будь-якому довільному позитивному змісту.
За тлумаченням Кельзена, правова реальність-у позитивізмі закону. Реальність існування позитивного права не залежить від відповідності чи не відповідності природним правам людини. Держава виступає у двох вимірах-право і панування.
Право формується у первісному суспільстві і має форму монополії на застосування сили з метою забезпечення колективної безпеки.
Право є незалежним від моралі, оскільки воно є реальним, а мораль визначає те, яким воно має бути.
Право є логічною системою, в межах якої правильне рішення може бути сформульовано суто логічним шляхом за умови, якщо мати відповідне уявлення про право і не враховуючи наявні соціальні, політичні та моральні стандарти.
Право являє собою ієрархічно послідовну систему правил поведінки, які отримали назву ієрархічна система Кельзена.

## Ієрархічна система Кельзена
Ієрархічну систему Кельзена складають:
- Основна норма-трансцендентально-логічне поняття, що дається нашою свідомістю задля обґрунтування всього державного ладу в цілому .Безпосередньо пов'язаназ Конституцією.
- Норма Конституції.
- Норма закону.
- Норма індивідуального нормативного акту.
- Індивідуальна норма -складається судовими та адміністративними органами при вирішенні конкретних справ.

## Поняття держави і права за Кельзеном
Держава — це певний зріз системи конституційного, адміністративного та судового законодавства. Для знання про державу достатньо лише знання офіційного законодавства. Держава це відносно централізований правопорядок. Ганс Кельзен заперечує ідею правової держави, оскільки, за його думкою, кожна держава має правопорядок, адже держава, не підлягла праву, немислима.
Правова держава — відносно централізований правопорядок, відповідно до якого відправлення правосуддя і управління ґрунтується на законах, прийнятих обраним народом парламентів за участю чи без участі глави держави, судді незалежні, члени уряду відповідальні за свої акти, гарантуються основні громадські свободи.
Форма державності-спосіб створення як загальних норм у сфері законодавчої діяльності, регульованої конституцією, так і створення індивідуальних норм у випадку адміністративного акту, судового рішення чи угоди.
Право — це система норм, які мають ієрархічне підпорядкування відображають інтереси держави, є загальнообов'язковими, що передбачає можливість їх впровадження, в тому числі примусом.
Право-сукупність норм, що мають певні функції:
- Регулювання людської поведінки (відноситься лише до соціальних порядків цивілізованих народів, оскільки у древніх суспільствах поведінка рослин та тварин регулювалася одночасно з поведінкою людей).
- Передбачення можливості застосування примусу до винуватих осіб шляхом спричинення їм шкоди (позбавлення волі, життя, різноманітні стягнення та інше).

## Позитивні риси теорії
- Акцентує увагу на нормативній складовій права.
- Визначає роль держави в правовій сфері, оскільки саме вона є творцем правової поведінки.
- Акцентує увагу на формальній визначеності права, яка визначає ступінь його обов'язковості та інформує про можливу та необхідну поведінку.
- Визначає необхідність ієрархічного підпорядкування норм права за їх юридичною силою.

## Негативні риси теорії
- Перебільшує роль нормативно-правових актів для права.
- Відокремлює правову норму від моралі.
- Не враховує залежність права від соціально-економічних, культурних та духовних факторів.